# Turcolana rhodica
Turcolana rhodica är en kräftdjursart som beskrevs av Botosaneanu, Boutin och Henry 1985. Turcolana rhodica ingår i släktet Turcolana och familjen Cirolanidae. Inga underarter finns listade i Catalogue of Life.